# Дыхановка
Дыха́новка (укр. Диханівка) – село, расположенное на территории Городнянского района Черниговской области (Украина). Расположено в 17 км на северо-запад от райцентра Городни. Население — 88 чел. (на 2006 г.). Адрес совета: 15132, Черниговская обл., Городнянский р-он, село Дроздовица, ул. Перемоги,4 , тел. 3-67-31. Ближайшая ж/д станция — Кузничи (линия Гомель-Бахмач), 14 км.